# Michael Keseroglu
Michael Keseroglu (* 26. Mai 1987 in Köln) ist ein deutscher Schauspieler.
Bereits als Zwölfjähriger trat Keseroglu mit seiner Breakdancegruppe Crazy Breakers auf. Er nahm Gesangs-, Tanz- und Schauspielunterricht und sammelte seine ersten Bühnenerfahrungen als Schauspieler bei der Kölner Theatergruppe „Planet Kultur“. Am Schauspielhaus Köln trat er 2007 unter anderem in den Shakespeare-Stücken Illyrium – Was ihr wollt und Ein Sommernachtstraum auf.
Seine erste Filmhauptrolle übernahm Keseroglu 2009 in dem Kurzfilm Mind Hooligans, einem Projekt der Internationalen Filmschule Köln. Im selben Jahr spielte er in dem Jugendfilm Gangs die Rolle des Rambo. In der 2010 veröffentlichten romantischen Kinokomödie Groupies bleiben nicht zum Frühstück von Marc Rothemund verkörperte er einen Bodyguard. In Lars Kraumes Tatort Eine bessere Welt mit Nina Kunzendorf und Joachim Król von 2011 spielte er eine kleinere Rolle, ebenso wie 2013 in einem weiteren Tatort mit Eva Mattes und Sebastian Bezzel mit dem Titel Letzte Tage. In Elmar Fischers Kinokomödie Offroad (2012) mit Nora Tschirner und Elyas M’Barek war er als Türsteher zu sehen. In den Jahren 2018/2019 wirkte er in 115 Folgen der Seifenoper Freundinnen – Jetzt erst recht in der Rolle des Mario Donati mit, Eigentümer des Bistros „Dolce Vita“.

## Filmografie
- 2009: Mind Hooligans (Kurz-Spielfilm)
- 2009: Gangs
- 2010: Schurkenstück (Fernsehspiel)
- 2010: Groupies bleiben nicht zum Frühstück
- 2011: Tatort – Eine bessere Welt
- 2011: SOKO Stuttgart – Wasenmord
- 2012: Offroad
- 2012: Pommes essen
- 2012: Schleuderprogramm
- 2012: Flemming – Das Gesetz des Blutes (2012)
- 2012: Alarm für Cobra 11 – Die Autobahnpolizei – Bestellt, entführt, geliefert
- 2013: Scherbenpark – Murat
- 2013: Verbrechen nach Ferdinand von Schirach – Der Igel
- 2013: Tatort – Letzte Tage
- 2014: Die Vampirschwestern 2 – Fledermäuse im Bauch
- 2014: ... und dann kam Wanda (Fernsehfilm)
- 2015: Comedy Rocket
- 2018: Billy Kuckuck – Margot muss bleiben!
- 2018–2019: Freundinnen – Jetzt erst recht (Fernsehserie, 115 Folgen)
- 2021: Unbroken